# Lori Meyers
Lori Meyers est un groupe espagnol de rock indépendant, originaire de Loja, Grenade.

## Histoire
En janvier 2010, Lori Meyers et leur ingénieur du son David Sutil se rendent à Los Angeles pour enregistrer Cuando el destino nos alcance. Cette fois, l'album est produit par Sebastian Krys, un producteur renommé qui accumule les Grammy Awards, et sort en mai 2010. Le 29 novembre 2011, Lori Meyers reçoit le prix de la « meilleure tournée de l'année » décerné par le magazine Rolling Stone.
L'album, Impronta, à nouveau produit par Sebastian Krys et comprenant Ricky Falkner, est enregistré entre Alomartes, une petite ville de leur Grenade natale et Los Angeles, aux États-Unis, au cours des derniers mois de 2012, et sort le 19 mars 2013. En outre, en novembre 2013, Lori Meyers compose un morceau pour la bande originale de Hunger Games : L'Embrasement, incluse sur le CD dans les pays hispanophones avec le reste des chansons internationales de la bande originale de groupes tels que Coldplay, Lorde et The National.
Après presque quatre ans de dévouement à la tournée de leur dernier album et d'autres activités, en février 2017, Lori Meyers annonce la sortie de leur sixième album En la espiral, qui est présenté en direct avec des concerts à Grenade, Madrid et Barcelone, après le changement de Miguel Martín pour Javier Doria à la guitare. Cet album est produit par Ricky Falkner et Lori Meyers, et enregistré à Tarragone, Grenade, Londres et Mexico. Plus tard, les mixages sont effectués à Londres et au Mexique.
Après quatre autres années d'inactivité et alors que les difficultés liées à la pandémie retardent la sortie de leur nouvel album, Lori Meyers sort un album composé de onze chansons en octobre 2021. Produite par James Bagshaw et mixée par Claudius Mittendorfer, cette œuvre bénéficie de la collaboration spéciale d'Anni B Sweet aux chœurs et de James Bagshaw aux synthétiseurs. Il est enregistré à Granade et Caldecott (Royaume-Uni) avant la pandémie de Covid-19 et après.

## Discographie

### Albums studio
- 2004 : Viaje de estudios (réédité en 2010)
- 2006 : Hostal Pimodán (2005, réédité en 2006, 2CD)
- 2008 : Cronolánea
- 2010 : Cuando el destino nos alcance
- 2013 : Impronta
- 2017 : En la espiral
- 2018 : 20 años, 21 canciones
- 2020 : Directo en Madrid Wizink Center
- 2021 : Espacios infinitos

### EP et singles
- 2000 : Las cinco ventanas (EP)
- 2004 : Ya lo sabes (EP)
- 2005 : La caza
- 2006 : Dilema/Televisión (single)
- 2008 : Luces de Neón (single)
- 2010 : Mi realidad (single)
- 2022 : Vámonos de aquí (single)
- 2022 : 1000 noches (single)
- 2022 : Házmelo saber